# Mendel Haimovici
Mendel Haimovici (30 de novembro de 1906 — 30 de março de 1973) foi um matemático romeno.
É membro da Academia Romena, desde 1963.